# Rhyacophila willametta
Rhyacophila willametta är en nattsländeart som beskrevs av Ross 1950. Rhyacophila willametta ingår i släktet Rhyacophila och familjen rovnattsländor. Inga underarter finns listade i Catalogue of Life.